# Triangle isocèle rectangle

Demi-carré.

Un triangle isocèle rectangle , ou demi-carré, est un triangle ayant un angle droit et deux côtés de même longueur. Plus précisément, un triangle ABC est dit isocèle rectangle en A lorsque la mesure de l'angle {\displaystyle {\widehat {A}}} vaut 90° et que les longueurs AB et AC sont égales. A est alors le sommet principal du triangle et [BC] sa base ou son hypoténuse. C'est un cas particulier de triangle rectangle et de triangle isocèle.
Dans un triangle isocèle rectangle, les angles adjacents à la base valent 45°.

## Formules
Dans un triangle isocèle rectangle, si l'on note {\displaystyle a} la longueur des deux côtés égaux, alors la longueur {\displaystyle b} de l'hypoténuse est donnée par la formule : {\displaystyle b=a{\sqrt {2}}}. Cette formule s'obtient grâce au théorème de Pythagore. Inversement, si l'on connaît la longueur {\displaystyle b} de l'hypoténuse, alors la longueur des deux autres côtés vaut {\displaystyle a={\frac {b}{\sqrt {2}}}}.
La hauteur du triangle est égale à la moitié de l'hypoténuse, soit {\displaystyle h={\frac {b}{2}}} ou {\displaystyle h=a{\frac {\sqrt {2}}{2}}}.
L'aire du triangle est {\displaystyle {\mathcal {A}}={\frac {a^{2}}{2}}} ou {\displaystyle {\mathcal {A}}={\frac {b^{2}}{4}}}.
Son périmètre vaut {\displaystyle p=2a+b}, soit {\displaystyle p=a(2+{\sqrt {2}})} ou encore {\displaystyle p=b(1+{\sqrt {2}})}.